# Gunneruds gård
Gunnerud är en herrgård i Alsters socken, Karlstads kommun, Värmlands län. Gunneruds gård är klassad som byggnadsminne sedan 2013.

## Historik
1582 nämnes gården som Gumnerudh vilket tolkats som ”Gudmunds röjning”. År 1590 skrivs namnet Gummunnerudh, år 1600 Gummerudt och år 1615 Gunnerud.
Enligt Erik Fernow har en stångjärnshammare anlagts här före 1628. Ett manufakturverk tillkom år 1700. Fram till 1770-talet har bruksegendomen ägts av borgare, köpmän och rådmän i Karlstad. Därefter lagmannen Lars Gustaf Bratt, brukspatronen G. G. Bratt, expeditionssekreteraren Bengt von Lagerlöf, brukspatronen G. Camitz, bergmästaren Frans Adolf von Schéele (grundare av Bergsskolan i Filipstad), brukspatronerna N E Ryberg, Olof-Lennart Geijer, Jan Fröding (Gustaf Frödings farfar) och vid dennes död av hans maka Gustava Fröding som tog Gunnerud till sitt änkesäte 1858 till sin död 1872. Stångjärnshammaren och manufakturverket avvecklades 1862. Därefter bedrevs enbart jord- och skogsbruk.
Gunneruds Gård ägs och förvaltas sedan 2007 av familjen Karlander.
Gården är belägen på en sluttning mot Alsterälven strax öster om Karlstad. Herrgården är omgiven av en park med flerhundraåriga träd, nuvarande huvudbyggnad är uppförd 1829 (av brukspatronen N E Ryberg) i den enkla nyklassicistiska panelarkitektur, som förknippas med den värmländska herrgårdskulturen under 1800-talet. Framför huvudbyggnaden mot Alsterälven är fyra flyglar utplacerade med byggnadsår 1800, 1801, 1825 samt 1828.
Miljön och bebyggelsen vid Gunneruds gård representerar och sammanbinder ett par av de mest framträdande företeelserna i värmländsk kulturhistoria; bruken och litteraturen. Gustaf Fröding vistades mycket på Gunnerud som barn, och gården kom att lämna motiv till flera av hans verk. 1947 blev Leif Cassel ägare till Gunnerud. Efter några år som riksdagsman i första kammaren valdes han in i andra kammaren 1952 och slutade efter 20 år i riksdagen som vice talman. 1960 firades 100-årsdagen av Gustav Frödings födelse med högtidstal av Harry Martinsson på Frödings hemgård Gunnerud.

## Bilder

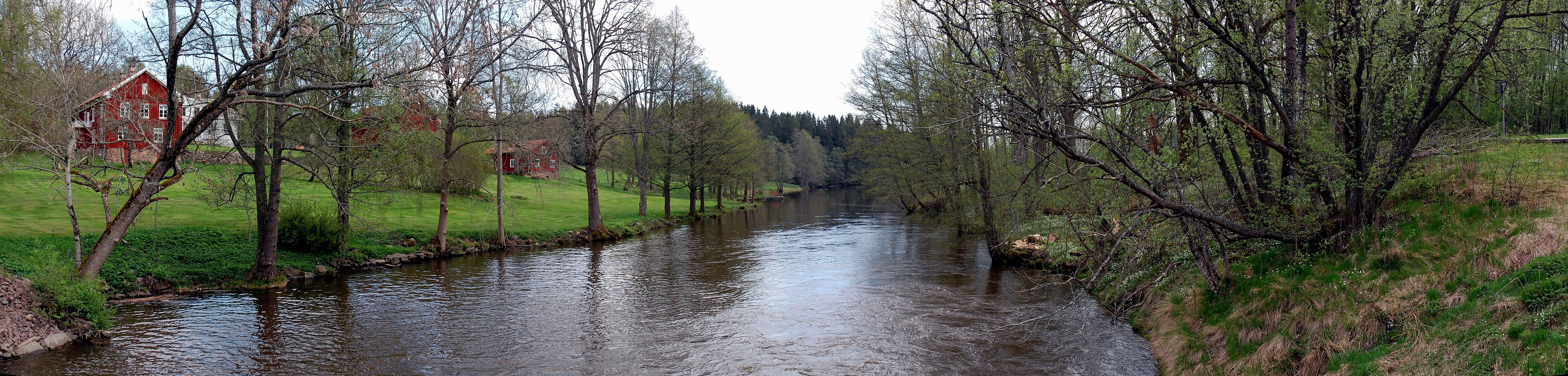
Alsterälven vid Gunnerud